# Cyphocaris bouvieri
Cyphocaris bouvieri is een vlokreeftensoort uit de familie van de Cyphocarididae. De wetenschappelijke naam van de soort is voor het eerst geldig gepubliceerd in 1916 door Chevreux.